# 蒙蒂拉
蒙蒂拉（法語：Montirat，法語發音：[mɔ̃tiʁa] ⓘ）是法国奥克西塔尼大区塔恩省的一个市镇，位于该省北部，属于阿尔比区。

## 地理
蒙蒂拉（44°9'33"N, 2°6'10"E）面积27.78 平方千米，位于法国奧克西塔尼大區塔恩省，该省份为法国南部内陆省份，北起顺时针与阿韦龙省、埃罗省、奥德省、上加龙省和塔恩-加龙省接壤。
与蒙蒂拉接壤的市镇（或旧市镇、城区）包括：博尔和巴尔、圣安德烈德纳雅克、茹克维耶勒、米朗多勒-布尔纽纳克、莫内斯蒂耶、圣克里斯托夫、勒塞居尔、特雷维安。
蒙蒂拉的时区为UTC+01:00、UTC+02:00（夏令时）。

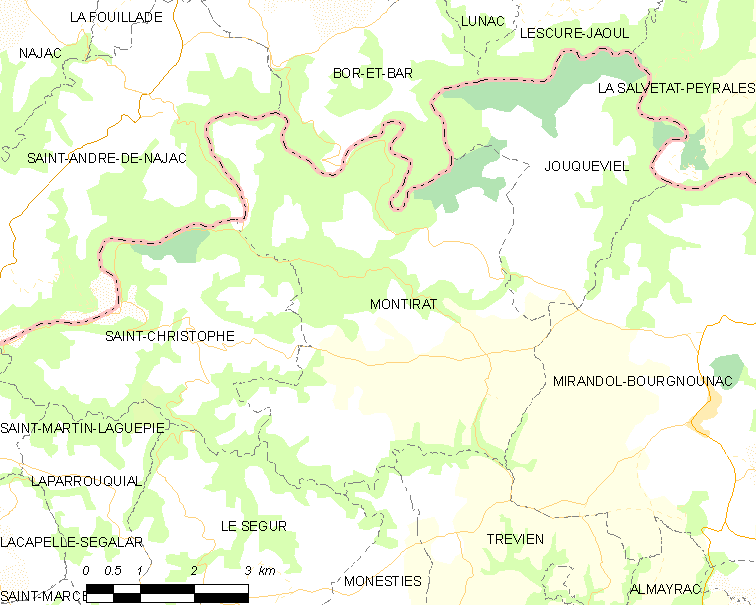
蒙蒂拉的OSM定位图

## 行政
蒙蒂拉的邮政编码为81190，INSEE市镇编码为81180。

## 政治
蒙蒂拉所属的省级选区为卡尔莫第二县。

## 人口

1962-2008年间蒙蒂拉人口变化图示

蒙蒂拉于2022年1月1日时的人口数量为266人。